# 青紗燈籠
青紗燈籠（諺文：청사초롱）是韓國傳統的燈籠，它通常是加入由紅色和藍色絲綢所組成的色調，裝上掛具，蠟燭放在燈籠裡面。雖然歷史上在婚禮儀式中使用，今天的韓國它被廣泛出現在各種文化展覽上。
一種風格化的青紗燈籠已經成為2010年二十國集團首爾峰會的徽標。